# Toni Metsomäki
Toni Heikki Herman Metsomäki (ur. 8 września 1997) – fiński zapaśnik walczący w stylu klasycznym. Zajął dwudzieste miejsce na mistrzostwach świata w 2023 i 23. miejsce na mistrzostwach Europy w 2019. 
Trzeci na MŚ U-23 w 2017, a także na ME juniorów w 2017 roku. 